# Пад (књига)
Пад (енгл. Fallen) је први роман истоименог серијала Лорен Кејт (енгл. Lauren Kate). Представља тинејџерску фантазију, паранормалну романсу објављену 2009. у Delacorte Press, а у Србији октобра 2010. године у издаваштву Делфи. Роман прати живот Лусинде Лус Прајс која је послата у школу „Реформа мача и крста” у Савани, након што је оптужена да је убила дечка подметањем пожара. У реформској школи упознаје Данијела, дечка за којег осећа необјашњиву привлачност и верује да га је већ срела. Књига се бави темом религије, палих анђела и реинкарнације. Критичар је прокоментарисао како Кејтин роман има концептуалне сличности са Сумракoм Стефани Мајер, замењујући митске ликове, пале анђеле, са вампирима.
Пад је прва у низу од шест књига, које су продате у више од десет милиона примерака широм света у више од тридесет земаља. Роман је преведен на више од тридесет језика и има више од осамдесет насловних издања. Постигао је 27. децембра 2009. треће место на листи најпродаванијих књига Њујорк Тајмса. Био је бестселер Ју-Ес-Еј тудеј, Indie и Publishers Weekly. Направљен је истоимени дугометражни филм под Lotus Entertainment који је објављен у новембру 2016.

## О књизи
Роман прати живот Лусинде Лус Прајс која је послата у школу „Реформа мача и крста” у Савани, након што је оптужена да је убила дечка подметањем пожара. Иако се не сећа самог догађаја, наводи да су се љубили у летњем кампу старе школе након кога се он запалио, због чега је изгубила косу. Лус тврди да је невина, што љути њене вршњаке који јој не верују.  По доласку у нову школу, Лус сусреће Редија и Тода, заједно са Габи и Кемом који се нуди да одведе Лус у њену спаваоницу, али га у томе спречи Аријан Алтер, самопроглашени психопата са дугом црном косом која узима Лус под своје окриље. Одводи је у школско двориште и захтева од Лус да јој ошиша косу на њену дужину. Док јој Лус остварује жељу, примећује ожиљак на Аријаном врату и шок траку на зглобу. Узајамно обећавају да неће постављати питања о прошлости, све док друга сама не пожели да је исприча. 
Након што Аријан покаже Луси школу, крећу на први час где испред учионице примећују дечка који узнемири Луси иако она не схвата зашто. Има осећај да га однекуд познаје, али не може да се сети одакле. Аријан јој каже да је то Данијел Григори и задиркује је што гледа у њега, Лус се узнемирава због тога, као и због његове неприкладне реакције након тога. Кем поново среће Лус у учионици и покушава да флертује са њом, а она је и даље под стресом због сусрета са Данијелом, не може да се концентрише на предавање. Након што се час заврши, Лус и Аријан одлазе у кафетерију на ручак. Лус објашњава да је вегетаријанка зато што не воли укус меса, тамо примећује Данијела. Изгубивши живце, Лус напада људе око себе, међу којима је и Моли Зејн, која је удара што испровоцира Аријан на тучу у току које се њена шок трака на зглобу одлепи узрокујући понашање које уплаши Лус. Ренди прекида тучу и казни Лус, Аријану и Моли да следећег дана раде на школском гробљу. Док су остали одсутни, Моли депонију баца на Луси, на шта Данијел одмахује главом. Луси одлази након тога у купатило плачући. Тамо упознаје Пен, ћерку преминулог домара школе која објашњава да је одлучила да остане у школи јер нема где да оде. Њих две се убрзо спријатеље док Пен помаже Луси да очисти косу. Пен открива да може да приступи било чијем досијеу које је у поседу школе, говорећи Луси да је она веома моћна пријатељица коју треба имати. Те вечери Лус посећује библиотеку где упознаје Софију. Док лута библиотеком налик лавиринту, почиње да види повратак Сенке, паранормалне мрље налик мастилу које виђа од детињства. Убрзо примећује Данијела како седи поред прозора са блоком за цртање и прилази му. Данијел је поново груб према њој, случајно се додирују изазивајући статички шок након чега он убрзо одлази.
Следећег дана, Лус касни на гробље, што нервира остатак групе коју чине Аријан, Моли, Роланд и, на Лусино изненађење, Данијел. Чланови групе добијају инструкције да се упаре и очисте статуе на гробљу, Лус и Аријан чисте анђела осветника, али Аријан одлази након што Лус открива своју тајну. Моли, након што је види како гледа у Данијела, упозорава Лус да се држи даље од њега. Данијел јој тада прилази након што је чуо своје име и пита је шта јој је Моли рекла. Тада се статуа ломи и почиње да пада према њима, Данијел је спасава и брзо одлази. Касније, Лус је позвана на Кемову забаву пред Данијелом, сигнализирајући неку врсту ривалства између њих двоје. Пре забаве, ученици „Мача и крста” се подстичу да погледају филм као део друштвене праксе. Овде Лус наилази на још једну Сенку, коју успева да додирне. Ово истовремено плаши и узбуђује Лус, јер никада раније није физички комуницирала са Сенкама. На забави, Кем срдачно поздравља Лус која почиње да се заљубљује у њега, али то омета њен стални осећај необичне везе са Данијелом. Касније, Лус чује Даниела и Габи како шапућу напољу, наводећи је да верује да су у вези и то је чини љубоморном.
Следећег дана, Лус је принуђена да оде у фискултурну салу, која се заправо налази у старој цркви у кругу школе. Након што Лус изгуби трку у пливању, види Данијела у једној од просторија за теретану, али је једна од сенки агресивно гурне пре него што му приђе што је ужасава, али она на крају одлази код Данијела, каже му да се куне да га однекуд познаје, што он негира. Након тога, Лус и Кем организују пикник на гробљу. Док се Кем спрема да је пољуби, Габи их прекида говорећи Луси да касни на час што подстиче Лусину мржњу према њој. У библиотеци, Лус добија задатак да уђе у траг свом породичном стаблу, али тражи Данијелов уместо свог. Пен касније говори Луси да је приметила да то ради и нуди јој да погледа његове личне записе на шта она прихвата и открива да је Данијел послат у „Мач и крст” због претрчавања улице и ситног вандализма.
Прве суботе у „Мачу и крсту” је погођена фудбалском лоптом у главу, Данијел је забринут и изводи је напоље. Лус се суочава са њим у вези са Габи, након чега јој потврђује да није у вези са њом. Ово истовремено олакшава и посрамљује Луси што је била тако отворена да га пита. Данијел води Лус у скривено подручје језера, где пливају заједно пре него што се одморе на оближњој стени где је он упозорава да не може да се упусти у романтичну везу јер га је неко раније повредио ватром. Након тога оставља Лус код стене која је збуњена када помисли да види пар слабашних крила на Данијеловим леђима док он бежи. Вративши се у библиотеку, Луси се повезује са госпођицом Софијом. Током једног од својих часова о древним анђеоским митовима, Моли се руга Лус и повезује имена Луцифер са њеним, што љути Лус. На крају часа је Данијел пита да ли јој је лекција била занимљива, јер су приче одувек биле у његовој породици. Лус каже Данијелу да је изненађена што је имао породицу, на шта је Данијел љут. У његовој приватној евиденцији је наведено да је провео већину свог живота у сиротишту. Пен касније открива књигу The Watchers у библиотеци, a Кeм даје Луси огрлицу због чега се она двоуми ко је више привлачи.
У библиотеци избија пожар након што је Лус била сведок нових Сенки. Са њом у библиотеци је Тод, заједно беже. Неспособна да се извуче из дима, Лус доживљава искуство изласка из тела, где може да осети како лети уз дим ка ваздуху. Још једна сенка их напада, Лус се онесвешћује. Буди се у болници следећег дана, а поред ње су Габи, Пен и Аријан. Габи јој тада говори да ју је Данијел изнео из ватре, али је Тод погинуо након што је сломио врат покушавајући да побегне. Лус примећује Данијела како чека испред њене собе са неколико божура. Два дана касније се одржава Тодова сахрана у „Мачу и крсту”. Кем поново покушава да се приближи Лус и теши је због Тодове смрти, за коју се она осећа делимично одговорном. Данијел прекида њихов разговор и одводи је до језера и стене, изражава своја осећања беса према Кему и каже Лус да она заслужује боље од њега. Разговарају о Сенкама које Лус види, чиме је он шокиран. Одлази остављајући за собом љубичасту измаглицу која узнемирава Лус, али она је одбацује као нешто што се може објаснити.
Кем води Лус на састанак ван школског круга, међутим, чим уђу у локал нападају их пијанци. Кем их побеђује тако показујући снагу која је нељудска. Убрзо након тога, Данијел разговара са Лус објашњавајући јој шта се дешава у школи, са бизарним ликовима и готово натприродним појавама. Већина људи у реформској школи су пали анђели: Габи је анђео Габријел, Аријан и Анабел, која се у почетку представља као Аријанина сестра, су на страни Бога, док су Кем, Роланд, црни анђео и Моли на супротној страни, а Данијел тек треба да изабере страну. Открива да је његово проклетство да воли Лус, када јој се превише емоционално приближи, она спонтано нешто запали и увек умире пре свог осамнаестог рођендана. Међутим, у овом животу је остала жива упркос томе што јој је све открио и пољубио. Убрзо се сазнаје да Лус није крштена у овом животу, па ако умре неће се реинкарнирати.
Почиње битка између анђела, а школска библиотекарка Софија одводи Лус и Пен које су једини смртници. Када се сакрију на безбедном, Софија открива да је један од двадесет и четири старешина и члан радикалне небеске секте који је заинтересован да преокрене равнотежу између добра и зла тако што ће Данијела натерати да изабере страну, што верује да ће се десити након Лусиног убиства. Софија убија Пен убодом ножа и покушава да исто уради Лус, али је на време заустављају Данијел, Аријан и Габи. Битка је завршена без победника. Данијел обавештава Лус да је морају одвести негде на сигурно и поверава је господину Колу, једном од наставника у школи који зна за пале анђеле. Лус је превезена авионом након пољупца са Данијелом који обећава да ће се ускоро видети.

## Ликови
Главни ликови књиге Пад су:
- Лусинда Лус Прајс је главни протагониста романа. Почела је да виђа сенке у младости, а открива се да су то сенке прошлости, нешто што анђели и демони могу да користе за путовање кроз време. Послата је у школу „Реформа мача и крста” након што јој дечко погине у пожару за који је окривљују. По доласку у школу упознаје Данијела и Кема у које се заљубљује. Међутим, она је привучена Данијелом и осећа да га однекуд познаје, али оно што јој он открива није могла ни да замисли. Лус је заправо била Данијелова љубавница у прошлим животима, али обоје су проклети и сваки пут када Лус сазна за њену прошлост и приближи се томе да буде са Данијелом, она умре. Упркос томе што се заљубила у Кема на почетку, схвата да је њена љубав према Данијелу веома моћна и јака јер га је волела хиљадама година. Због чињенице да је родитељи нису крстили у тренутном животу, она више није у стању да се поново реинкарнира, чиме се прекида циклус.
- Данијел Григори је пали анђео, небеско биће које је на почетку одлучило да не стане ни на страну Бога ни Сатане већ је уместо тога изабрао љубав. Глуми незаинтересованост према Лус, покушавајући да је игнорише због њене безбедности, због клетве која се протеже од почетка, али на крају попушта јер не може да се држи даље од ње. Веома је тајновит у вези са Лусином прошлошћу јер се плаши да ће она умрети ако то пребрзо сазна. Много пута ју је гледао како умире и не жели да је поново изгуби. Једини је пали анђео који тек треба да изабере страну и ако одабере једну, равнотежа ће се преокренути јер је био веома високо на трону на небу.
- Камерон Кем Бриел је антагониста приче и пали анђео који је изабрао страну Луцифера. Непрекидно покушава да шармира Лус и непријатељски се понаша према Данијелу. У овом делу је приказан као зао, али се у каснијим сазнаје да има нежнију страну.
- Луцифер или Бил је пали анђео који се први пут појављује у трећем делу, касније се открива да је први анђео и бивша и прва Лусиндина љубав.
- Аријан Алтер је пали анђео, спријатељила се са Лус првог дана када је дошла у школу. За себе каже да је психопата, одабрала је да стане на страну Бога.
- Пен је једна од Лусиних пријатеља, ћерка преминулог домара. Описана је као мрзовољна и непопуларна, али се показало да је њено пријатељство велика предност, јер има приступ и знање о „Реформи мача и крста” и своју стручност дели са Лус. Касније ју је убија библиотекарка Софија.
- Габријела Габи Гивенс је пали анђео кога Луси на почетку не воли јер верује да се забавља са Данијелом, иако је она љубазна према њој и заправо је једна од ретких људи који говоре Данијелу да престане да се дистанцира од Луси. Габи има анђеоски изглед и описана је са јужњачким нагласком. Одабрала је да стане на страну Бога.
- Роланд Спаркс је, као и остали, пали анђео и Данијелов пријатељ у школи. Као и Кем и Моли, сматра се демоном, палим анђелом који је на страни Луцифера, што Лус изненађује јер није као друга двојица, лепши је и не делује зао. Он је у стању да прокријумчари било шта у „Реформу мача и крста”, али није познато како.
- Мери Маргарет Моли је још један пали анђео који је углавном остао на Луциферовој страни. Веома је агресивна и антагонистичка према већини ученика реформске школе. Неколико пута покушава да раздвоји Лус и Данијела, јер жели да он одабере Луциферову страну да преокрене вагу, а Лус му одвлачи пажњу.
- Софија Блис је школска библиотекара која се у почетку претвара да јој се свиђају Лус и Пен, сматрајући их добрим ученицима, предаје религију. Касније се открива да је она у ствари једна од двадесет и четири старешина радикалне небеске секте и да има највиши положај. Убија Пен и покушава Лус коју Данијел, Аријана и Габ спасу, након чега Софија побегне.
- Ренди је полазник „Реформе мача и крста”, описан је као веома мужеван и као човек који не поседује знања о палим анђелима у школи.
- Кели је Лусина најбоља пријатељица из старе школе коју је похађала као стипендиста пре него што је послата у „Реформу мача и крста”. Она и Лус су веома блиске и покушава да остане у контакту са њом што је више могуће. Нема сазнања о палим анђелима.
- Тод Хамонд је студент који је стигао у „Реформу мача и крста” у исто време када и Лус. Преминуо је од прелома врата док јој је помагао да изађе из запаљене зграде.
- Тревор је био Лусин дечко пре него што је отишла у „Реформу мача и крста”, изгорео је када је пољубио Лус, након чега је она окривљена за подметање пожара. Није познато прави разлог избијања пожара.

## Верзије

### Наставци
Серијал се састоји од шест делова, други Страдање је објављен 28. септембра 2010. године, а трећи Потрага 14. јуна 2011. Четврти део је објављен 12. јуна 2012. године, специјални део између ова два 24. јануара 2012. године, а наредни 10. новембра 2015. Уз књигу је продавана оригинална музика.

### Филмска адаптација
Филм заснован на роману, у којем главне улоге играју Адисон Тимлин, Џереми Ирвин, Харисон Гилбертсон и Џоели Ричардсон, je објављен 10. новембра 2016.